# Volastra
Volastra, antico borgo della Riviera ligure di levante, è una frazione del comune di Riomaggiore, in provincia della Spezia, e sorge nel territorio del Parco nazionale delle Cinque Terre e del sito UNESCO Portovenere, Cinque Terre e Isole (Palmaria, Tino e Tinetto). 

## Storia
La caratteristica pianta circolare del centro urbano lascia supporre che la fondazione del borgo potrebbe essere avvenuta in epoca etrusca.
Sembra certo che il nome di Volastra derivi dal latino Vicus oleaster, il "paese degli olivi".

È stata avanzata l'ipotesi che il sito di Volastra sia stato un centro di sosta per i viandanti lungo le mulattiere degli antichi Liguri.

## Monumenti e luoghi d'interesse
Nel paese di Volastra si trova il santuario di Nostra Signora della Salute, in stile romanico, risalente al XII secolo, che fa riferimento a Manarola. Ognuna delle Cinque Terre è infatti correlata ad un santuario nell'immediato entroterra.
Nel suo territorio si pratica la coltivazione dei vigneti, nei tipici terrazzamenti liguri in muro a secco, con la produzione del locale vino Sciachetrà.